# Око
Око је орган визуелног система. Оно пружа живим организмима визију, способност примања и обраде визуелних детаља, као и омогућавају неколико функција одговора на фотографије које су независне од вида. Очи детектују светлост и претварају је у електрохемијске импулсе у неуронима. Код виших организама, око је сложен оптички систем који сакупља светлост из околног окружења, регулише њен интензитет кроз дијафрагму, фокусира га кроз подесиви склоп сочива да формира слику, претвара ову слику у скуп електричних сигнала и преноси ове сигнале у мозак преко сложених неуронских путева који повезују око преко оптичког нерва са визуелним кортексом и другим деловима мозга. Очи са снагом раздвајања долазе у десет фундаментално различитих облика, а 96% животињских врста поседује сложен оптички систем. Очи које решавају слике присутне су код мекушаца, хордата и зглавкара.
Очи су главни органи вида кичмењака и великог броја бескичмењака. Чак и једноћелијске животиње имају фотоосетљиве структуре које се означавају као очи. Кључне способности чула вида, као што су оштрина, акомодација, виђење боја, ширина видног поља, (не)бинокуларност и стереоскопија вида увелико варирају, зависно од сложености грађе и прилагођавањима на специфичне начине живота, односно еколошке нише и адаптацијске зоне.
Најједноставније „очи“, попут оних код микроорганизама, могу једино да детектују да ли је окружење светло или тамно, што је довољно за функционисање циркадијалног ритма. Код комплекснијих очију, фотосензитивне ганглијске ћелије мрежњаче шаљу сигнале дуж ретинохипоталамусног тракта до супрахиазматичног нуклеуса чиме утичу на циркадијална прилагођавања и на протекталну област да би контролисали светлосни рефлекс зенице.

## Преглед
Комплексне очи могу да разликују облике и боје. Видна поља многих организама, а посебно предатора, обухватају велике области бинокуларним видом чиме се побољшава перцепција дубине. Код других организама, очи су лоциране тако да се максимизује поње прегледа, као што је то случај код Кунића и коња, који имају монокуларни вид.
Прве прото-очи су еволуирале међу животињама пре 600 милиона година у време Камбријске експлозије. Задњи заједнички претходник животиња је поседовао биохемијаки алат који је неопходан за вид, и многи напредни типови очију су еволуирали код 96% животињских врста у шест од око ~35 главних раздела. Код већине кичмењака и неких мекушаца, очи функционишу тако што светлост улази у њих и бива пројектована на светлосно сензитивни панел ћелија, познат као мрежњача, на задњем делу ока. Купасте ћелије (за боју) и штапићасте ћелије (за контрасте слабе светлости) у мрежњачи детектују и конвертују светлост у нервне сигнале вида. Визуелни сигнали се преносе до мозга помоћу видног живца. Такве очи су типично округле, испуњене са транспарентном супстанцом налик на гел која се назива стакластим телом, са сочивима за фокусирање и обично шареницом; релаксирањем или затезањем мишића око шареница мења се величина зенице, чиме се регулише количина светлости која улази у око, и тиме се редукују аберације које може да произведе мањак светлости. Очи већине главоножаца, риба, водоземаца и змија имају фиксне облике сочива, те се фокусирање вида остварује померањем сочива на начин сличан раду камере при подешавању фокуса.
Сложени очи се налазе код зглавкара и састављене су од мноштва једноставних компоненти које, у зависности од детаља анатомије, могу да произведу било једну пикселизирану слику или вишеструке слике, по оку. Сваки сензор има своје сопствено сочиво и фотосензитивне ћелије. Неке очи имају до 28.000 таквих сензора, који су аранжирани хексагонално, и који могу да дају потпуно видно поље са 360°. Сложене очи су веома сензитивне на кретање. Неки зглавкари, укључујући многе Strepsiptera, имају сложене очи са само неколико компоненти, свака од којих има ретину и стога способност формирања слике, производећи вид. Са сваким оком које гледа на различиту ствар, фузионисана слика свих очију се формира у мозгу, дајући веома различите слике високе резолуције.

## Еволуција ока
Код еволуционо најпримитивнијих животиња - сунђера - не постоје очи као органи. Одрасли (адултни) сунђери су сесилни организми који имају филтрирајући начин исхране и у њиховом животу фоторецепција нема велику улогу. Млади сунђери, ларве, су покретни организми и њима би чуло вида било више него потребно, иако се до скоро сматрало да ни ларве сунђера немају очи. Експериментима осветљавања ларве установљено је њено „бежање“ од осветљења, што је даље водило у откриће фоторецептора груписаних на једном крају ларве, окружених трепљама које покрећу ларву. Ова близина омогућава брзу реакцију ларве на светлост.
Око је назив за орган чула вида вишећелијских животиња. Еволуционо, прве „очи“ представљају у ствари молекулске агрегације фоторецептора у једноћелијским организмима (Protista). Са усложњавањем грађе организама фоторецептори се премештају на одређено и константно место у организму градећи прве органе чула вида. Код примитивних животиња очи су кључне за почетак брзих реакција кретања, предаторства или бежања. Код изведенијих организама, чуло вида је само једно од прималаца информација из спољашњости, и ове информације се интегришу у мозгу.
Код осталих бескичмењака, очи су по правилу развијене. Изузетак чине паразитски облици или организми највећих морских дубина, али већина животиња за које бисмо интуитивно рекли да не поседују очи, поседује их. Тако, очи постоје код инсеката, главоножаца, ракова, паука, али и код медуза, планарија, чланкастих црва, пужева и шкољки.
Разлике између очију појединих група животиња постоје. У првом реду, очи могу бити просте, односно изграђене из једне фоторецепторне ћелије окружене потпорним ћелијама, или сложене, када имамо систем од више фоторецепторних ћелија које интерагују у процесу примања дражи. Већина простих очију служи само за детектовање светлости, али код неких организама (паукови, неке гусенице) ове очи стварају и слике. Сложене очи су једна од важних карактеристика зглавкара, изграђене су од много фацета (мини-просто око) и најразвијеније су код инсеката. Иако се често сматра да свака фацета ствара сопствену слику и да инсекти виде умножено, ова ситуација је ретка - најчешће је у питању добра координација фацета која омогућава стварање слике великог угла виђења и велике резолуције у мозгу.
Фоторецепција има важну и велику улогу у свакодневици животиња. Код животиња које се ослањају на чуло вида у налажењу хране, очи су добро развијене. Најразвијеније (можда не бисмо смели да их назовемо и најсавршеније) очи поседују главоношци и кичмењаци. У ове две групе животиња очи су кроз различите еволуционе путање дошле на исто решење грађе и функционисања органа за вид (појава конвергентне еволуције).

## Очи кичмењака
Очи кичмењака могу бити:
- непарне очи – има их мали број кичмењака и то као темено (колоусте, неке рибе и гуштери) и пинеално око (код колоуста, код осталих кичмењака еволуирало у епифизу);
- парне очи.

### Грађа парних очију
Изграђене су по типу затвореног очног мехура (очна јабучица). Очна јабучица обавијена је са три опне:
1. беоњачом – спољашња опна, која на предњем крају образује провидну рожњачу;
2. судовњачом – богата крвним судовима; на предњем делу образује дужицу (различито обојена - „боја очију") која на средини има отвор – зеницу; иза дужице лежи очно сочиво;
3. мрежњачом (ретина) – унутрашња опна; она је најсложенији део ока; у њој се налазе чулне ћелије - фоторецептори:
  - штапићи – одговорни за разликовање светлости и таме; код сисара су бројнији од чепића;
  - чепићи – одговорни за уочавање боја и детаља предмета; највише их има у средини мрежњаче (на линији која пролази кроз центар ока) на месту које се зове жута мрља – место најоштријег вида.

На месту где очни нерв излази из ока нема чулних елемената па се то место назива слепа мрља.

## Људско око
Свако око покреће по три пара очних мишића: два пара равних, и један пар косих мишића. Очна јабучица је покретљива око све три осе, попут карданског зглоба. Очна јабучица има три овојнице. Спољну чине беличасто-полупрозирна беоњача и прозирна рожњача. Беоњача даје оку извесну чврстоћу и облик. На њу се припајају спољашњи очни мишићи (друга њихова хватишта су на зидовима очне шупљине: равних и доњег косог на везивном прстену око оптичког живца у врху очне шупљине, док се горњи коси мишић припаја на горњи коштани зид очне шупљине).
Дубље од беоњаче је средња очна овојница или увеа, коју чине судовњача, шареница и цилијарно тело. Она је прокрвљена многим крвним жилама. Судовњача садржи пигмент који спречава продирање светлости у очну јабучицу на било ком месту осим зенице. Боја шаренице зависи од количини пигмента: што је више пигмента, то је око тамније: највише пигмента садрже тамносмеђе шаренице, потом светлосмеђе, зелене, а најмање пигмента имају плаве шаренице. Албино људи у очима немају пигмента и шаренице су им прозирне, па нам се због одраза светлости са крвних жила шаренице, судовњаче и мрежњаче чини да су им шаренице сивкасторужичасте.
Унутрашњи слој очне јабучице чини мрежњача која има два дела: оптички и слепи. Мрежњача је полупрозирна мембрана састављена од четрдесетак врста живчаних ћелија. Део мрежњаче одговоран за оштрину вида је жута пега. Жута пега је средишњи део мрежњаче где су живчане ћелије најгушће распоређене. Поред жуте пеге налази се почетак видног живца који је неосетљив на светло, па се његова пројекција у видном пољу назива слепа пега.
Садржај очне јабучице чине очна водица, сочиво и стакласто тело.

### Динамички распон
Мрежњача има статички однос контраста отприлике 100:1. Чим се око помакне она усклади изложеност хемијски те уједно прилагођавањем рожњаче. Почетном прилагођавању у сталном, непрекинутом мраку потребно је отприлике 4 секунде. Потпуно прилагођавање помоћу хемијског прилагођавања рожњаче (Пуркињеов ефект) већином се завршава у првих 30 минута. Стога, динамички однос контраста од отприлике 1.000.000:1 је могућ. Процес је нелинеаран, зато сваки прекид светлом започиње ново прилагођавање. Добра адаптација зависи од доброг протока крви; стога прилагођавање у мраку може бити поремећено лошом циркулацијом, те вазоконстрикторима попут алкохола или дувана.
Око укључује сочиво које није знато различито од оних која се налазе у оптичким инструментима попут камера, и зато се иста начела могу употребити. Зеница ока је његова апертура; коју ограничава шареница. Рефракција у рожњачи омогућава да се апертура (зенични отвор) јако мало разликује од правог дијаметра зенице. Улаз зенице има обично пречник од 4 mm, иако му је распон од 2 mm у светлој просторији до 8 mm у мраку.

## Типови фоторецептора
Фоторецептори су чулне ћелије или праживотињске органеле које у стање надражености долазе под утицајем енергије светлосног зрачења електромагнетних таласа. Фоторецептори или видне ћелије вишећелијских животиња припадају групи примарних чулних ћелија, осетљивих на део светлосног спектра од 200-800 nm. Ако су у процесу пријема адекватних дражи, поред њих, укључени и додатни оптички апарати (леће и сл.), такав чулни апарат означава се као око.
У животињском свету постоје три основна стадијума сложености функције вида.
(1) Разликовање јачине светлосних дражи (светлости и таме) најпростији је стадијум функције вида. Такву способност имају једноставне фоторецепторске ћелије – без икаквих помоћних структура (као нпр. код малочекињастих чланковитих глиста: Oligohaeta).
(2) Разликовање праваца светлости, у најједноставнијем облику, омогућава само једна фоторецепторска ћелија, обложена пехарастом пигментном ћелијом (као код многих глиста и копљаче нпр.). До видне ћелије могу доспјети само светлосни зраци који пролазе кроз отвор пехарасте ћелије. Пошто су отвори многобројних пехарастих ћелија различито усмерени, животиња има могућност пријема информације о положају извора светлости у свим деловима непосредне околине. У сложенијим облицима оваквог чула вида, више фоторецепторских ћелија груписано је у очне јаме обложене различитим бројем пигментних ћелија. Свака видна ћелија притом распознаје одређени светлосни правац.
(3) Виђење слика је највиши развојни стадијум функције вида. Такву способност имају сложене очи и очи типа коморе. Сложене очи су карактеристичне за инсекте и ракове, а састављене су од већег броја простих очију. Свака та њихова функцијска јединица прикупља светлосне информације само о ограниченом делу посматраног предмета, па се укупна слика добија спајањем делова тог мозаика у јединствену целину. По томе је овај облик фоторецепције познат и као мозаични вид. Очи типа коморе имају неке многочекињасте чланковите глисте (Polyhaeta), главоношци и кичмењаци. Ова појава представља један од најзанимљивијих примера конвергентне еволуције, тј. еволуцијског одговора на одговарајуће (конвергентне) услове животног окружења. Тако су настале истоветне или сличне функцијске структуре различитог ембрионског порекла, код сродствено веома удаљених животињских група. Основне принципе и особености функција чула вида овог типа могу се размотрити на примеру парних очију кичењака, односно човека.
Људско око је сложени органски апарат који, поред фоторецепторског, садржи и оптички, заштитни и помоћни део. Оптички део ока чине рожњача, течност предње очне коморе, сочиво и стакласто тело. Заштитни и помоћни делови ока су обрве, очни капци, трепавице, везњача, сузне и лојне жлезде, те очни мишићи.
У процесу самообавјештавања и непрекидног подешавања односа људског организма са трајно променљивим животном и радном средином, посебно је наглашена улога фоторецептора, будући да се чак око 5/6 укупних спознаја о околном свету и властитим стањима стиче путем чула вида.
Осетни (фоторецепторски) део ока је мрежњача - унутрашњи слој очне јабучице, у којем се налазе специјалне ћелије чула вида. То су, у ствари, посебно подешене нервне ћелије, које се (по карактеристичном облику) означавају као штапићи и чепићи (чуњићи). Нормално људско око обично има чак до 125 милиона штапића и око 7 милиона чепића (однос 18:1), при чему густина штапића по јединици површине расте ка периферији, а чепића - ка средишњем дије1у мрежњаче. Најуже централно поље мрежњаче (око 1 mm2) мало је удубљено и садржи само чуњиће - то је жута мрља. Неколико милиметара даље од ње, на месту где влакна очног живца улазе у око (видни дискови), налази се слепа мрља, у којој уопште нема фоторецептора.
Мрежњача садржи четири типа молекула беланчевине зване опсин, који улази у састав светлосно-осетљивих пигмената: родопсина (видни пурпур) и три варијанте јодопсина (црвени, зелени и плави - који омогућавају виђење одговарајућих боја). Родопсин се налази у штапићима, а јодопсини у чепићима. Када светлост, кроз рожњачу, сочиво и стакласто тело, доспе на фоторецепторе, ови пигменти се мењају и разлажу на саставне компоненте. Том приликом настаје надражај који се у облику биоелектричне струје, путем очног нерва, преноси у одговарајући мождани центар за „обраду“ приспелих података. Притом штапићи реагују на светлост слабијег интензитета, а чепићи на јаче осветљење. У тами, односно у одсуству светлосних надражаја, структура видних пигмената се обнавља, а за синтезу видног пурпура неопходна је довољна количина витамина А.
Људско око распознаје само уско подручје електромагнетног спектра (видљиви део спектра сунчеве светлости), таласне дужине од око 400 до око 750 mm. Различити чепићи осетљиви су на светлост њима препознатљивих таласних дужина, што представља основу за стварање утиска о боји посматраног предмета. Све могуће нијансе спектра могу се добити „мешањем“ основних боја - црвене, зелене и плаве.
Главно функцијско својство штапића је уочавање предмета, уз нејасно виђење њихових обриса, док чепићи „изоштравају“ слику и препознају боје. Чепићи омогућују прецизнији вид при дневном светлу, али су у сумраку веома слабо активни.
Примљене свјетлосне информације у фоторецепторима (нервним путевима) прослеђују се до одговарајућег центра у потиљачном режњу коре великог мозга. Надражаји из десне стране видног поља сваког ока путују ка левој можданој хемисфери и обрнуто, што је омогућено делимичним укрштањем влакана очних живаца, непосредно иза очију. Тако се у десној хемисфери стичу информације из леве стране сваког ока, што одговара левој страни видног поља, тј. лева хемисфера прима импулсе с десне страна оба ока и види десну страну видног поља.
Вид настаје тако што очно сочиво умањи слику коју носи светлост одбијена од предмета, а даље пошаље ту слику до мрежњаче ока у којој светлост стимулише нервне ћелије и одатле у мозак (његов задњи део, кортекс) шаље податке о интензитету, боји и другим својствима примљених светлосних дражи. На крају добијене информације мозак (у његовом кортексу) веома брзо „чита”, „сређује”, „тумачи” и „види” као детаље слике (боје, облик, удаљеност, кретање и друго)  у видном пољу и ствара завршну слику онога што човек види. Зато се може рећи да у ствари, око само гледа, а мозак коначно види и доживљава посматране објекте и појаве.

## Грађа
Око је грађено од три очне овојнице. Спољна овојница ока се зове беоњача (Sclera) и она је грађена од чврсте хрскавице. У свом предњем делу она има провидни део, као стакло на ручном сату. То је рожњача или рожница (Cornea). Средња очна овојница (Uvea) има три дела. Предњи је дужица или шареница (Iris) са отвором у средини (зеница - (Pupilla). Иза ириса је цилијарно или зракасто тело (Corpus cilliare). Највећи део средње очне овојнице заузима судовњача односно Chorioidea'', која је грађена од крвних судова који исхрањују најважнију овојницу ока мрежњачу (Retina).
Мрежњача се састоји од пигментног слоја, који чини унутрашњост ока мрачном, те од нервних ћелија, штапића и чуњића, који примају светлост и претварају је у електричне импулсе. Ти се импулси преносе путем видног живца (нервус оптицус) у мозак, где се у потиљачном центру за вид формира слика.
У оку постоје још очно сочиво, или лећа (Lens), које регулише преламање очних зрака, те стакласто тело (Corpus vitreum), желатинозна провидна маса које испуњава унутрашњост ока. У оку се ствара очна водица, која из стражње очне собице стално циркулише у предњу, а одатле из угла очне коморе филтрира се у венски крвоток. Тако се у оку стално одржава провидност оптичких медија као и стални унутарочни притисак.

### Рожњача
Налази се на предњем делу ока и прекрива дужицу и зеницу. Како је рожњача гушћа од ваздуха, светлост се прелама при уласку, а она врши око 80% преламања светлости у оку. Дебљине је од око 600 микрометара. Њена улога је заштитна, садржи слободне нервне завршетке и реагује на додир, топлоту или хемијске супстанце. Тактилно дражење рожњаче доводи до рефлексног затварања ока.

### Очна водица
Очна водица се налази иза рожњаче. Њена оптичка густина је већа од ваздуха, тако да омогућује преламање светлости. Очна водица се константно ствара и апсорбује. Постојање глаукома доводи до смањења апсорбовања очне водице, што доводи до раста притиска у оку, што последично може довести и до слепила.

### Зеница
После проласка кроз очну водицу, светлост пролази кроз зеницу, отвор на дужици. 

### Сочиво
Сочиво се налази иза очне водице и држе га цилијарни мишићи. Сочиво је прозирно као и рожњача, како би могло да прелама светлост. Ове прозирне ћелије су одбациле све органеле како би могле да обављају ову функцију и самим тим оне не могу да се обнављају. Старењем, оне постају жуте. Иако сочиво прелама само 20% светлости, врло је важно због финог подешавања фокалне даљине. Док рожњача има константан облик, облик сочива се може подешавати за виђење даљих и ближих објеката. Старењем такође губи ову особину.

#### Акомодација сочива
Сочиво има способност акомодације и овај феномен је присутан код свих животиња чије око има једну комору. Простор између сочива и рецептора је испуњен желатинозном масом и она чува облик јабучице и држи судовњачу и мрежњачу прилепљеним уз зид. При фокусирању ближих објеката, цилијарни мишићи се стежу и тиме сочиво бива испупчено и преламање је јаче (зраци бивају више преломљени). Када је објекат удаљен, нема потребе за толиком дивергенцијом и цилијарни мишићи се опуштају. У оба случаја, лик предмета је фокусиран на задњем зиду очне јабучице.

### Судовњача
Судовњача (лат. chorioidea) je опна богата мрежом крвних судова. Она осигурава кисеоник и исхрану оптичког дела мрежњаче. Такође садржи и пигментне ћелије, које спречавају расипање светлости и стварају услове мрачне коморе. Судовњача представља задњи део увеалног тракта па се још назива и uvea posterior.

### Мрежњача
Мрежњача (retina) је слој неурона на унутрашњем задњем зиду очне јабучице o мрежњача се протеже на више од половине површине задњег зида o дебљина мрежњаче је око једне петине милиметра (као дебљи лист папира) o име (и српско и латинско) потиче од тога што мрежњача донекле личи на густо испреплетану мрежу. 
Структура мрежњаче је у принципу слична структури коре великог мозга (кортекса), тако да се она понекад описује као 'истурени део' кортекса. Два карактеристична подручја мрежњаче су жута мрља и слепа мрља, које се могу уочити на живом оку, посматраном кроз посебни уређај (офталмоскоп) o слепа мрља је подручје где очни живац и крвни судови излазе из ока (одн. где улазе у  око). 
Име потиче од тога што око није осетљиво за светлост у овом подручју o жута мрља је пречника 2-3 мм, и у средишњем делу је удубљена. Удубљени део се зове централна јамица одн. fovea centralis (а најчешће само фовеа) и у њему нема крвних судова. Фовеа представља зону најоштријег виђења – на њу пада слика предмета у кога усмеравамо поглед. Део мрежњаче у коме је жута мрља често се назива централни део, а остатак мрежњаче периферни део. 
Када се хистолошки обради (тј препарира одређеним хемикалијама и обоји), показује се да се мрежњача састоји од већег броја слојева, који се могу даље анализирати. У различитим слојевима мрежњаче налази се пет врста нервних ћелија. 

### Очна јабучица
Очна јабучица (често синонимом за око), готово је сферно тело, које је испуњено масом која је састављена по принципу плутајуће суспензије; у одређеним границама може ротирати око било којег броја оса, без угрожавања положаја у орбити или само маргинално. Њен плашт се састоји од три концентрична слоја с различитим функцијама.
Унутрашњост очне јабучице садржи стакласто тело (Corpus vitreum), а лећа (Lens) се дели на предњу и стражњу очну комору.

#### Спољашња овојница
Спољашња очна овојница беоњаче (Tunica externa bulbi и Tunica fibrosa bulbusa) је подељена у два дела. У местима где је светло улази у очи, прелази у прозирну рожњачу (Sclera). Стално је навлажена очном течношћу. Дубински, директно належе на беоњачу, која чини највећи део преосталог спољног слоја очне јабучице. На њу се вежу екстраочни мишићи који покрећу око у очној дупљи. У предњем сегменту је прекривена и вежњачом (Conjunctiva), тако да се само рожњача натапа директно сузном течношћу.

#### Средња очна овојница
Средња очна овојница (Tunica media bulbi или Uvea) се састоји од три дела. Судовњача је богата у крвним судовима, те опскрбљује суседне слојеве нутријентима и кисеоником и често је пигментисана. Према напред иде преко цилијарног тела (Corpus ciliare), кроз које пролази структура леће и делови за акомодацију ока. Најистакнутији део средње овојнице ока је шареница (Iris). Она регулише величину отвора зенице (Pupilla) и количину светлости. Њена пигментација одређује боју очију.

#### Унутрашња овојница
Унутрашња очна овојница (Tunica interna bulbusa) је грађена од мрежњаче. Она укључује светлосно осетљиве ћелије (фоторецепторе). При месту где очни нерв излази из ока (оптички диск), не постоје светлосно осетљиве ћелије; одговарајући део овог је слепа мрља. Поента најоштријег вида је у малом пољу званом fovea, која се налази у склопу жуте мрље (Macula lutea). Унутрашња овојница такође укључује пигментни слој, пигментни епител.

### Стакласто тело
Стакласто тело (Corpus vitreum) је попут гела прозирна супстанца која одржава сферни облик ока. Налази се унутар ока, између леће и мрежњаче и има је мали оптички ефект рефракцијског медија (што је укључује у „оптички апарат ока“). Стакласто тело се састоји од око 98% воде, око 2% хијалуронске киселине и мреже колагених влакана (<< 1%).

### Мрежњача
Дебљина овог слоја је око 2 милиметра и састоји се од 5 слојева ћелија. Први слој чине фоторецептори, штапићи и чепићи, који су зароњени у хороидни слој. Биполарне ћелије воде импулс из рецептора у ганглијске ћелије, али не директно. Између њих се налазе још амакрине и хоризонталне ћелије. Ове две врсте ћелија модулирају активност рецептора и ганглијских ћелија. Аксони ганглијских ћелија формирају оптички нерв који се пружа из булбуса.

### Медији рефракције
Како би се око фокусирало на интензитет светлости споља и да се она усмери на ретину, неопходни су оптички делотворни састојци за преламање светла. Они су груписани под појмом „рефракцијски медији“ или оптички апарат ока, који се састоји од рожњаче, у леће, очне водице и стакластог тела. Њихови релативни удели у снази укупне рефракције снага су – од прилике до прилике – различити. Рожњача има далеко највећу снагу, а затим лећа. Укупност снаге специјалних медија се такође зове диоптријски апарат, с обзиром на њихову моћ у јединицама диоптрије (DTP).

## Кратковидост и далековидост
Еметропија је нормално виђење које карактерише фокусирање зрака на мрежњачи и оштра слика. 
Миопија (кратковидост) настаје ако је очна јабучица сувише велика (дуга) и зраци из једне тачке пролазе кроз фокус испред мрежњаче и расипају се пре него што стигну до ње, тако да слика није оштра.
Хипертропија (далековидост) је стање где је очна јабучица мала и зраци из једне тачке не достижу фокус. Кратковидост и далековидост се отклањају коришћењем додатних сочива, наочарима.

## Разноликост очију
- Сложене очи муве
- Очи паука (род Cheiracanthium)
- Око пужа (Helix pomatia)
- Око сипе
- Очи птице (сова: Bubo bubo)
- Око рибе (Chaunax stigmaeus)
- Око змије (Vipera berus)
- Око крокодила
- Око козе (Capra aegagrus)
- Око слона (Elephas maximus)
- Очи мачке
- Око ајкуле (Hexanchus nakamurai)